# Ophiopyrgus turritus
Ophiopyrgus turritus is een slangster uit de familie Ophiuridae.
De wetenschappelijke naam van de soort werd in 1984 gepubliceerd door N.M. Litvinova.